# Philosophical Transactions of the Royal Society A
Philosophical Transactions of the Royal Society A: Mathematical, Physical and Engineering Sciences là một tạp chí khoa học được Hội Hoàng gia Luân Đôn xuất bản mỗi hai tuần .
Tạp chí xuất bản nghiên cứu ban đầu và bình duyệt nội dung trong một phạm vi rộng của các ngành khoa học vật lý. Các bài viết có thể được truy cập trực tuyến một vài tháng trước khi tạp chí in. Tất cả các bài viết trở nên tự do tiếp cận sau hai năm kể từ ngày công bố của họ.
Tổng biên tập hiện tại (2017) là David Garner từ Đại học Nottingham.

## Chỉ số độ ảnh hưởng
Theo Journal Citation Reports năm 2017, tạp chí có chỉ số độ ảnh hưởng 2,97 .